# Peace and Quiet (film 1921)
Peace and Quiet è un cortometraggio muto del 1921 prodotto, diretto e interpretato da Eddie Lyons.

## Produzione
Il film fu prodotto dall'Eddie Lyons Comedies.

## Distribuzione
Distribuito dall'Arrow Film Corporation, il film - un cortometraggio di due bobine - uscì nelle sale cinematografiche USA il 7 novembre 1921.